# Alzira (Verdi)
Alzira és una òpera en un pròleg i dos actes de Giuseppe Verdi sobre llibret en italià de Salvatore Cammarano, basat en l'obra de teatre Alzire, ou les Américains de Voltaire, escrita l'any 1736. Va ser estrenada al Teatro San Carlo de Nàpols el 12 d'agost de 1845. Es tracta potser de l'òpera més desconeguda de Verdi.

## Gènesi
Sembla que Alzira va ser composta més per obligació que per inspiració. Verdi s'havia compromès amb Vincenzo Flauto, empresari del Teatro San Carlo, a lliurar la partitura el 1844, però problemes de salut van anar retardant el lliurament.
En Alzira es tracta el tema de les relacions entre el cristià dolent i el bàrbar amb bon cor.
Després de l'estrena romana de I due Foscari, Alzira va ser el segon intent de Verdi de conquerir el sud d'Itàlia tot allunyant-se de la plaça milanesa de La Scala. La crítica, va estar des del primer moment, predisposada en contra de Verdi. En efecte, el panorama operístic napolità estava dominat per la tríada formada per Saverio Mercadante, Giovanni Pacini i Battista, i qualsevol intent de desviar-se de l'estètica clàssica era vist com una mena de sacrilegi. Tanmateix, a despit de la crítica, a l'arribada de Verdi a Nàpols, el 26 de juny de 1845, una gentada electritzada va rebre'l a les portes del Teatre San Carlo, on havia de representar-se I due Foscari.
La cantant anglesa Anna Bishop va conspirar per a aconseguir el paper protagonista d'Alzira, esperant que Eugenia Tadolini, que estava embarassada, no poguera fer-se'n càrrec. Però Verdi, ja havia sentit la Bishop en I due Foscari i no confiava en les seues facultats, de manera que finalment la Tadolini va interpretar el paper protagonista.
Les notícies contemporànies sobre la recepció d'Alzira en l'estrena són contradictòries, i sembla clar que hi va haver diferència de parers entre la facció hostil —hom creu que agitada per la crítica i per la mateixa Anna Bishop— i la facció dels incondicionals. Només les cabalette de les àries principals sembla que van despertar l'entuasiasme. En les quatre funcions addicionals, no obstant les manifestacions contràries, xiulits i altres senyals de desaprovació van anar en augment, acabant per esdevenir un clar fracàs.
El mateix Verdi, ben aviat va adonar-se'n que es tractava d'una obra fallida. Quan més tard li va ser suggerida una revisió va declarar que el problema era massa gros com per poder ser resolt amb una revisió. «En realitat és dolenta», afirmaria Verdi en una altra ocasió.

## Sinopsi
Zamoro encapçala un grup de guerrers peruans que lluiten contra l'opressió espanyola. La seua estimada és Alzira, qui també estima Zamoro. Després d'una batalla es difon la notícia de la mort de Zamoro. Aleshores Alzira és obligada a batejar-se i a casar-se amb l'odiat governador espanyol, Gusmano. Però Zamoro és viu i aviat torna. Lluita contra el tirà i el fereix greument. A punt de morir, Gusmano se'n penedeix dels seus actes, i com a redempció nomena Zamoro com a governador. Aquest, en contrapartida, es converteix al cristianisme. Álvaro, pare de Gusmano, durant tota l'obra s'hi troba dividit entre la voluntat del seu fill i el deute amb Zamoro, que una vegada li va perdonar la vida.